# Papilio aristodemus
Papilio aristodemus is een vlinder uit de familie van de pages (Papilionidae). De wetenschappelijke naam werd gepubliceerd in 1794 door Eugen Johann Christoph Esper.